# Дивус Юлий
Дивус Юлий (на латински: Divus Julius) e най-главен държавен бог в Рим заедно с Юпитер (Iupiter Optimus Maximus).
След официалната сакрализация през 42 пр.н.е. Дивус Юлий е божеството, за което Гай Юлий Цезар е издигнат след неговото убийство през 44 пр.н.е. (IMP·C·IVLIVS·CAESAR·DIVVS: Imperator Gaius Iulius Caesar Divus).
Divus (мн. ч.: Divi) на латински означава „бог“ или „божествен“.
През септември 44 пр.н.е. divus се споменава във връзка с Цезар от Цицерон: Divus Iulius е обявено от сената за официалното култово име на Цезар.

## Оригинални текстове
- Cicero: Philippicae (Lat.)
- Suetonius: Divus Iulius (Caesar-Biographie) (Lat.)